# 関西医科大学附属病院
関西医科大学附属病院（かんさいいかだいがくふぞくびょういん）は、大阪府枚方市にある大学病院。
地域がん診療連携拠点病院や大阪府災害拠点病院、大阪府の災害派遣医療チームの大阪DMATなどの指定を受けている。

## 沿革
大学キャンパスをクラボウ枚方工場跡地に移転させる計画と連動して建設され、2006年1月に関西医科大学附属枚方病院として開院した。なお、当院の開院に伴い、本院として機能してきた関西医科大学附属病院は関西医科大学附属滝井病院（現総合医療センター）に改称されたほか、関西医科大学の中長期経営ビジョンに基づいて牧野と滝井にあるキャンパスの統合が隣接地（当院の駐車場跡）で進められた。この敷地は当初は倉敷紡績が関西医大に賃貸していたが、2010年に売却した。2013年4月1日、隣接地に関西医科大学枚方学舎が開設された。本院であることを示すため、2016年4月1日付で、名称を「関西医科大学附属病院」に変更した。

## 診療科
| - 血液腫瘍内科 - 呼吸器腫瘍内科 - 呼吸器・感染症内科 - 循環器内科 - 腎臓内科 - 内分泌内科 - 糖尿病科 - 消化器肝臓内科 - 心療内科 - 総合診療科 - 神経内科 - 精神神経科 - 小児科 | - 肝胆膵外科 - 消化菅外科 - 小児外科 - 乳腺外科 - 心臓血管外科 - 小児心臓外科 - 呼吸器外科 - 脳神経外科 - 小児脳神経外科 - 整形外科 - 形成外科 - 皮膚科 - 腎泌尿器外科 | - 眼科 - 耳鼻咽喉科・頭頸部外科 - 歯科口腔外科 - 放射線科 - 産婦人科 - 麻酔科 - 臨床検査医学科 - 病理診断科 - 救急医学科 - リハビリテーション科 - リウマチ・膠原病科 - 健康科学科 - 血管外科 |

## 医療機関の指定・認定
（下表の出典）
| 保険医療機関 | 労災保険指定病院 |
| 母体保護法指定医の配置されている医療機関 | 生活保護法指定病院（中国残留邦人等の円滑な帰国の促進並びに永住帰国した中国残留邦人等及び特定配偶者の自立の支援に関する法律（平成六年法律第三十号）に基づく指定医療機関を含む。） |
| 臨床研修病院 | 指定自立支援病院（更生医療） |
| 結核指定病院 | がん診療連携拠点病院等 |
| 指定養育病院 | エイズ治療拠点病院 |
| 指定自立支援病院（育成医療） | 原子爆弾被害者医療指定病院 |
| 特定疾患治療研究事業委託医療機関 | DPC対象病院 |
| 精神保健指定医の配置されている医療機関 | 指定療育機関 |
| 指定小児慢性特定疾病医療機関 | 指定自立支援医療機関（精神通院医療） |
| 身体障害者福祉法指定医の配置されている医療機関 | 総合周産期母子医療センター |
| 診療科名中に産婦人科、産科又は婦人科を有する病院にあっては、公益財団法人日本医療機能評価機構が定める産科医療補償制度標準補償約款と同一の産科医療補償約款に基づく補償の有無 | 公害医療機関 |
| 特定機能病院 | |

- 救急告示病院（二次救急、三次救急（高度救命救急センター））[7]
- 公益財団法人日本医療機能評価機構認定病院[8]
- このほか、各種法令による指定・認定病院であるとともに、各学会の認定施設でもある。

## 交通
- 京阪本線・京阪交野線「枚方市駅」より徒歩5分[9]。

## 不祥事

### カラ出張問題
同病院の副院長の男性教授が、2014年にアメリカとヨーロッパで開催された学会に出席したと虚偽の出張の報告をし、大学から出張費約100万円を不正に受け取っていたことが判明し、大学側はこの教授を2017年10月31日付で諭旨退職処分とした。